# Chiesa di San Leone Magno (Ponteginori)
La chiesa di San Leone Magno si trova a Ponteginori, nel comune di Montecatini Val di Cecina.
Fu iniziata nel 1960 su progetto dell'architetto Bellucci e nel 1966 dedicata a San Leone Magno.